# Мазко Євген Валерійович
Євген Валерійович Мазко (1983—2024) — молодший сержант Збройних сил України, учасник російсько-української війни. Герой України (2025, посмертно).

## Життєпис
Народився 29 серпня 1983 року, проживав у селі Розсошенці Полтавської області. 
Під час повномасштабного російського вторгнення добровільно долучився до лав Збройних сил України. Був молодшим сержантом у 30 окремій механізованій бригаді. 
Загинув 24 вересня 2024 року під час відбиття ворожого штурму в селі Міньківка на Донеччині.

## Нагороди
Звання Герой України з удостоєнням ордена «Золота Зірка» (21 лютого 2025, посмертно) — за особисту мужність і героїзм, виявлені у захисті державного суверенітету та територіальної цілісності України, самовіддане служіння Українському народові.